# Europacup I hockey vrouwen 2000
De 27ste editie van de Europacup I voor vrouwen werd gehouden van 9 juni tot en met 12 juni 2000 in het Schotse Glasgow. De hockeydames van Hockeyclub 's-Hertogenbosch versloegen in de finale het Duitse Berliner HC.

## Uitslag poules

### Uitslag poule A
| Team                     | Pnt | GS | W | G | V | DV | DT | DS |
| ------------------------ | --- | -- | - | - | - | -- | -- | -- |
| 1. Berliner HC           | 9   | 3  | 3 | 0 | 0 | 8  | 2  | +6 |
| 2. Westcoast Western LHC | 6   | 3  | 2 | 0 | 1 | 7  | 4  | +3 |
| 3. Rhythm Grodno         | 1   | 3  | 0 | 1 | 2 | 1  | 4  | −3 |
| 4. Cambrai HC            | 1   | 3  | 0 | 1 | 2 | 1  | 7  | −6 |

### Uitslag poule B
| Team                   | Pnt | GS | W | G | V | DV | DT | DS  |
| ---------------------- | --- | -- | - | - | - | -- | -- | --- |
| 1. HC 's-Hertogenbosch | 9   | 3  | 3 | 0 | 0 | 18 | 3  | +15 |
| 2. Kolos Borispol      | 4   | 3  | 1 | 1 | 1 | 7  | 8  | −1  |
| 3. Slough HC           | 4   | 3  | 1 | 1 | 1 | 4  | 10 | −6  |
| 4. Pegasus LHC         | 0   | 3  | 0 | 0 | 3 | 4  | 12 | −8  |

## Poulewedstrijden

### Vrijdag 9 juni 2000
- 10.00 B 's-Hertogenbosch - Pegasus 6-0
- 12.00 B Slough - Kolos Borispol 1-1
- 14.00 A Berliner - Cambrai 2-0
- 16.00 A Western - Rhythm Grodno 1-0

### Zaterdag 10 juni 2000
- 10.00 B 's-Hertogenbosch - Kolos Borispol 5-3
- 12.00 B Slough - Pegasus 3-2
- 14.00 A Berliner - Rhythm Grodno 2-0
- 16.00 A Western - Cambrai 4-0

### Zondag 11 juni 2000
- 10.00 B Kolos Borispol - Pegasus 3-2
- 12.00 B 's-Hertogenbosch - Slough 7-0
- 14.00 A Berliner - Western 4-2
- 16.00 A Rhythm Grodno - Cambrai 1-1

## Finales

### Maandag 12 juni 2000
- 09.00 4A-3B Cambrai - Slough 2-4
- 09.30 3A-4B Rhythm Grodno - Pegasus 3-1
- 11.30 2A-2B Western - Kolos Borispol 1-2
- 14.00 1A-1B Berliner - 's-Hertogenbosch 0-7

## Einduitslag
1.  HC 's-Hertogenbosch 

2.  Berliner HC 

3.  Kolos Borispol 

4.  Westcoast Western LHC 

5.  Slough HC 

5.  Rhythm Grodno 

7.  Cambrai HC 

7.  Pegasus LHC

## Kampioen
| Europacup I 2000               |
| ------------------------------ |
| HC 's-Hertogenbosch 1ste titel |